# Muhammad Badie
Muhammad Badie (em árabe: محمد بديع‎; Muḥammad Badīʿ, IPA: [mæˈħæmmæd bæˈdiːʕ]; nascido em 07 de agosto de 1943) é um professor, veterinário e político egípcio. É mais reconhecido como o Guia Supremo da Irmandade Muçulmana, desde 2010. Ele foi detido por autoridades do governo Egípcio sob o general Al-Sisi em 19 de agosto de 2013. Julgado, foi sentenciado à morte em 28 de abril de 2014.